# Melchor Ocampo (Hidalgo)
Melchor Ocampo, conosciuto anche come El Salto, è una cittadina messicana, situata nel comune di Tepeji del Río de Ocampo, nello stato di Hidalgo.

## Origine del nome
Il nome di El Salto si riferisce alla vicina cascata e alla stazione ferroviaria, col tempo fu cambiato in Melchor Ocampo, in onore di Melchor Ocampo ucciso nel ranch di Caltengo. Il 22 marzo 1884, venne inaugurata la stazione ferroviaria, comunicando per la prima volta, via ferrovia, Città del Messico con Paso del Norte, (oggi Ciudad Juarez), frontiera settentrionale degli Stati Uniti. L'inaugurazione della stazione diede impulso alla crescita del paese, tanto da diventare la terza comunità del comune di Tepeji del Rio, dopo Tianguistengo, anche dovuto al fatto che disponeva dell'unica stazione ferroviaria del comune. Un ulteriore impulso alla crescita avvenne nel 1928, quando venne inaugurata la Ferrovia merci per Tepeji.

## Geografia
Si trova nella regione geografica della Valle del Mezquital; le coordinate geografiche di 19° 56' 37.983" di latitudine nord e 99° 17' 07.091" di longitudine ovest che corrispondono al comune, trovandosi ad un'altitudine di 2159 m.t. sul livello del mare, ha un clima temperato semisecco, le notti possono essere piuttosto fredde nel periodo invernale tra i medi di dicembre e febbraio.

## Amministrazione
Melchor Ocampo-El Salto, appartiene al municipio di Tepeji del Rio è quindi una sua frazione. Il sindaco e la giunta comunale hanno sede a Tepeji. Come nella maggior parte dei comuni del Messico, il sindaco e la giunta comunale vengono eletti ogni tre anni. Vi è una rappresentanza municipale locale, (Delegacion Auxiliar Municipal), per evitare che i residenti debbano andare fino a Tepeji per tutte le pratiche.

## Popolazione
Il paese nel 2020 registrava una popolazione di 5.611 abitanti, che corrisponde al 6,20% della popolazione comunale di Tepeji, di cui 2.815 uomini e 2.796 donne.
| Anno        | 1921 | 1930 | 1940 | 1950 | 1960 | 1970 | 1980 | 1990 | 1995 | 2000 | 2005 | 2010 | 2020 |
| ----------- | ---- | ---- | ---- | ---- | ---- | ---- | ---- | ---- | ---- | ---- | ---- | ---- | ---- |
| Popolazione | 159  | 472  | 855  | 953  | 1148 | 1403 | 2082 | 2844 | 3448 | 3509 | 4179 | 4679 | 5611 |

## Luoghi di interesse
Viste le ridotte dimensioni del paese, non vi sono molte attrattive turistiche, va comunque segnalato quanto segue:
- Piazza principale, conserva un paio di edifici antichi e la domenica ha luogo un animato mercato.
- Parroquia de Nuestra Sra. de Guadalupe, è stata costruita con il sostegno di operai e del Sig. Felipe Moctezuma e sua moglie Altagracia de la Peña. Tutti gli operai lavoravano duramente per una rapida costruzione, la signora Altagracia de la Peña ordinò che i suoi gioielli fusi fossero incastonati attorno alla cupola principale della chiesa, che andò perduta con i lavori di ristrutturazione. L'immagine della vergine è stata dipinta da uno spagnolo.
- Antigua estación de ferrocarril El Salto, inaugurata il 22 marzo 1884, e chiusa al traffico passeggeri il 14 febbraio 1984, conserva ancora la struttura originale, oggi vi ha sede la Delegacion Auxiliar Municipal.

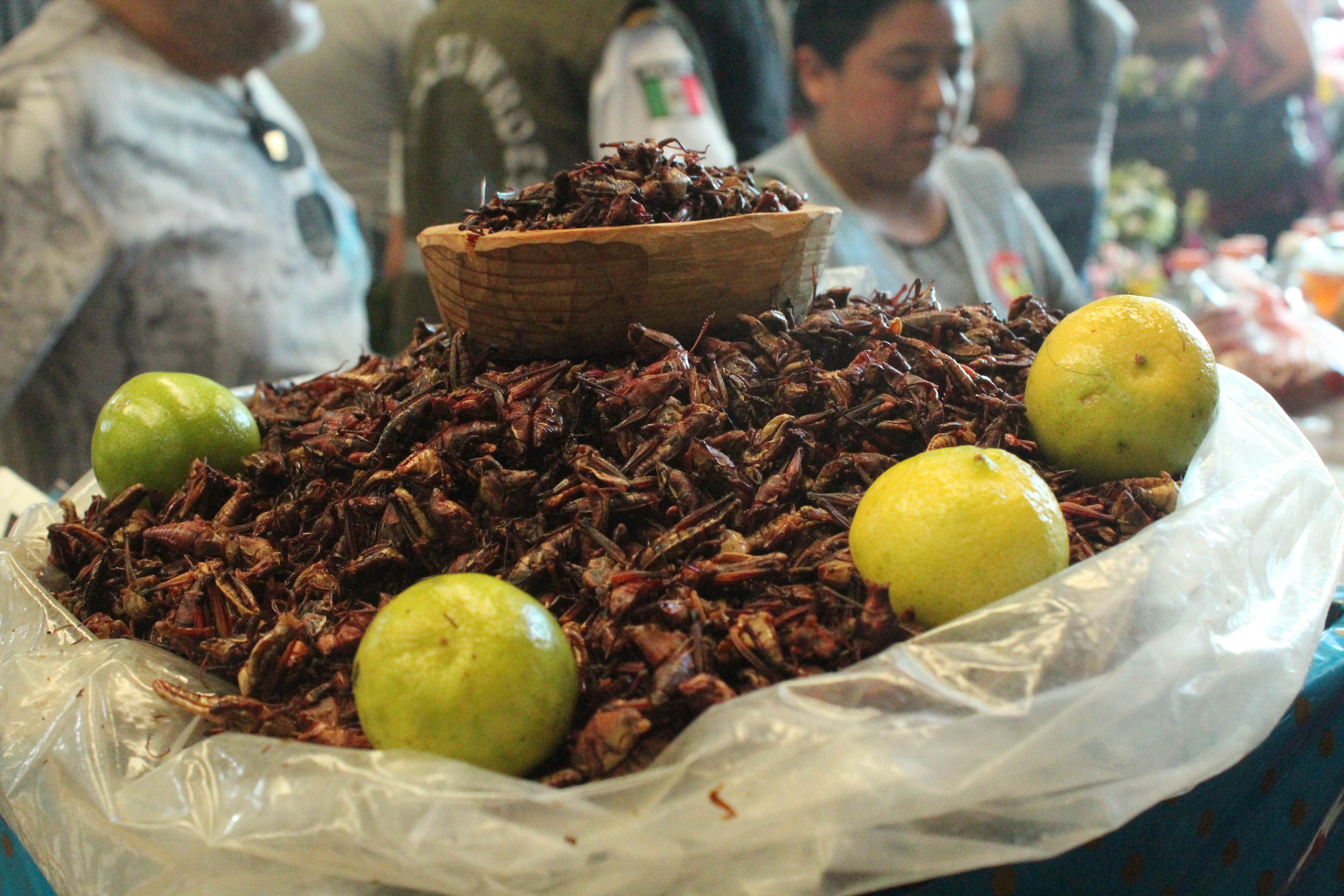
Chapulines cavallette fritte

## Gastronomia

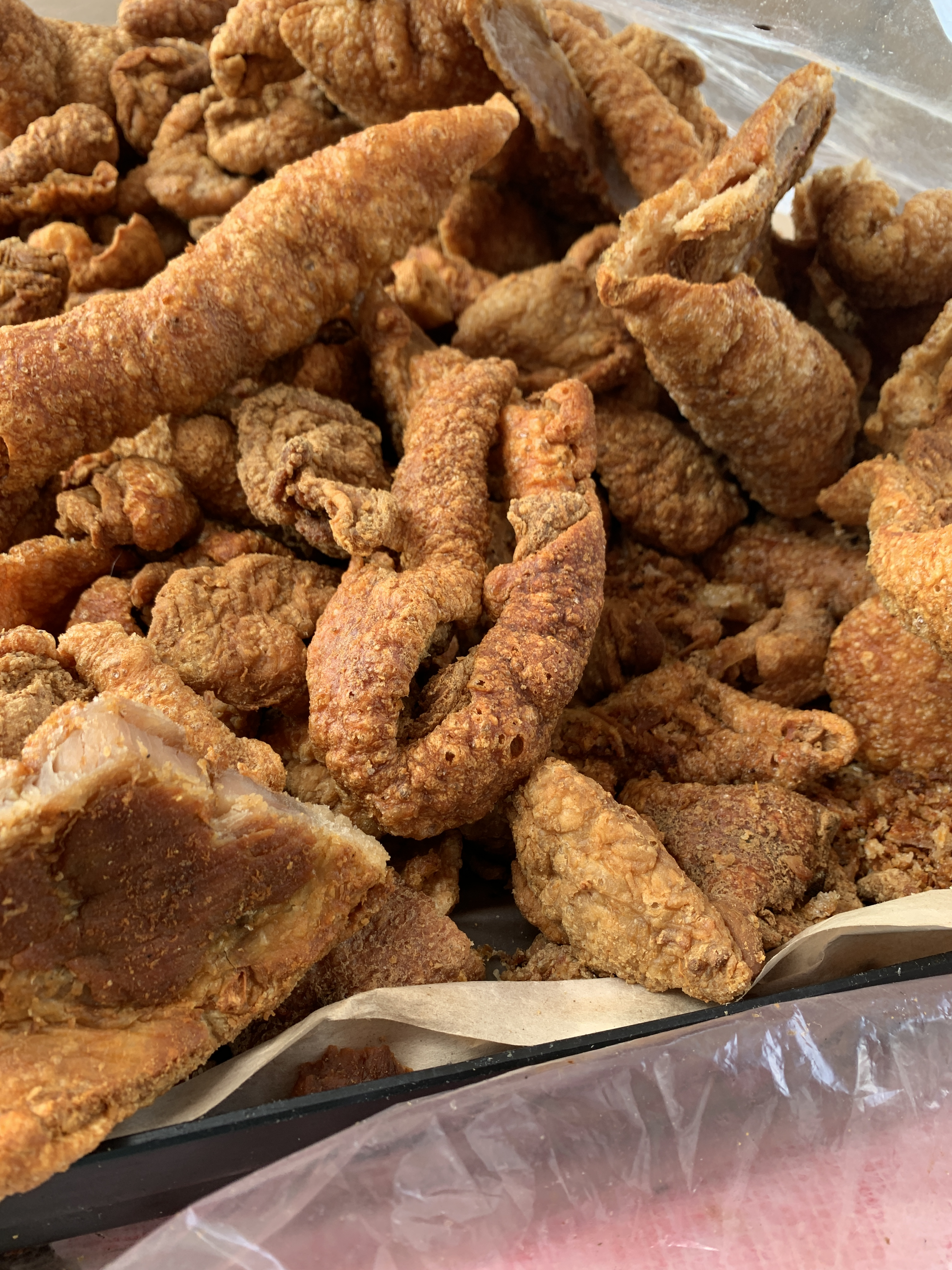
Chicharrones

Vista la vicinanza, la gastronomia è simile a quella di Tepeji, tra i piatti tradizionali e popolari, ci sono il barbecue, le carne alla brace tipica dell'Hidalgo, le cavallette fritte, (chapulines), i chicharrones, (pelle del maiale fritta), le monguise e le enchiladas; bevande come il fico d'India rosso e la guava pulquecurada.

## Antica ferrovia Tepeji del Río-El Salto
L'antica ferrovia Tepeji del Río - El Salto, era una linea ferroviaria adibita la trasporto delle merci, i lavori di costruzione, cominciano nel 1925, i binari vennero posati nel 1927 e la linea viene aperta nel 1928, vennero costruite due gallerie, (tutt'oggi esistenti) e il "Puente volado", alto 20 metri, (oggi la parte in ferro del ponte è stata demolita), era utilizzata principalmente per il trasporto dei prodotti della fabbrica "La Josefina", che disponeva di uno scalo merci, (oggi non più esistente), e a volte anche del personale della stessa fabbrica, alla stazione di El Salto, dove si collegava alla linea Città del Messico - Ciudad Juarez. Non si sa l'anno esatto in cui venne chiusa e smantellata. La linea era lunga 8,5 km. Oggi ciò che resta della linea è utilizzata come strada campestre e come percorso naturalistico, in particolar modo nei fine settimana, da ciclisti, motociclisti e camminatori.

## Trasporti pubblici
Autobus: Una linea di minibus denominata "combi", collega Melchor Ocampo con Tepeji, con numerose partenze lungo tutta la giornata, un'altra linea collega Melchor Ocampo con Huehuetoca. Il paese è tuttora chiamato localmente El Salto dagli abitanti, tanto che sui percorsi dei minibus viene ancora riportato come El Salto.
Strade comunali: L'Avenida Hidalgo, collega Melchor Ocampo a Tepeji del Rio, passando per Tianguistengo, la Carretera a Conejos, collega Melchor Ocampo ad Atotonilco de Tula, passando per Conejos, la carretera Melchor Ocampo-Quma, collega le rispettive località, confluendo nell'autopista 57, per Tula e Huehuetoca.